# Milne Bay
Prowincja Milne Bay (ang. Milne Bay Province) – prowincja Papui-Nowej Gwinei, położona w południowo-wschodniej części kraju, nad Morzem Koralowym. Ośrodkiem administracyjnym prowincji jest miasto Alotau (10,0 tys.).
Prowincja obejmuje wschodni skrawek wyspy Nowa Gwinea oraz około 600 przybrzeżnych wysp, z których 160 jest zamieszkanych. W jej skład wchodzą wyspy: d’Entrecasteaux, Trobrianda, Amphlett, Woodlark i Luizjady.
Nazwa prowincji pochodzi od zatoki Milne Bay, położonej na wschodnim krańcu Nowej Gwinei.